# Anomura
Los anomuros (Anomura) (o también Anomala) son un infraorden de crustáceos decápodos con los cangrejos ermitaños como representantes más conocidos.

## Características
El nombre anomala hace referencia a la principal característica de este grupo, la forma poco habitual de su cuerpo, asimétrico. Decápodo significa "con diez pies", pero su quinto par de patas es muy reducido, quedando en ocasiones oculto por la concha, siendo empleado para mantener limpias las branquias. Con esta distribución de las patas, un cangrejo con cuatro pares de patas debe ser un anomuro y no un braquiuro.
El término Anomura deriva de la antigua clasificación en la que los decápodos reptantes se dividían en:
- Macruros (Macrura), de "cola" (abdomen) larga.
- Braquiuros (Brachyura), los de "cola" corta.
- Anomuros (Anomura), con diferentes tipos de "cola".

## Clasificación
Este infraorden se subdivide en cuatro superfamilias y 14 familias (15, si contamos la proposición Blepharipodidae de Boyko):
Superfamilia Galatheoidea
- Familia Aeglidae
- Familia Chirostylidae
- Familia Galatheidae
- Familia Kiwaidae
- Familia Porcellanidae

Superfamilia Hippoidea
- Familia Albuneidae
- Familia Hippidae
- Familia Blepharipodidae

Superfamilia Lomisoidea
- Familia Lomisidae

Superfamilia Lithodoidea
- Familia Lithodidae
- Familia Hapalogastridae

Superfamilia Paguroidea
- Familia Coenobitidae
- Familia Diogenidae
- Familia Paguridae
- Familia Parapaguridae
- Familia Parapylochelidae
- Familia Pylochelidae
- Familia Pylojacquesidae

La clasificación de la NCBI coincide básicamente con la de la ITIS, pero 
en los Paguroidea incluyen sólo 5 familias; no incluyen los Parapaguridae, y en lugar de los Pylochelidae (Bate, 1888) colocan la familia sinónima de los Pomatochelidae (Miers, 1879).
En el año 2005, fue descubierto el Kiwa hirsuta en un respiradero hidrotermal, y ubicado en una nueva familia, la Kiwaidae.